# Christoph Bieler
Christoph Bieler (n. 28 octombrie 1977, Hall în Tirol, Tirol, Austria) este un sportiv ce a reprezentat Austria, medaliat olimpic. A participat la 5 ediții ale Jocurilor Olimpice (1998, 2002, 2006, 2010, 2014) în care a câștigat o medalie de aur și două medalii de bronz.